# Colonia la Brecha
Colonia la Brecha är en ort i Mexiko.   Den ligger i kommunen Salina Cruz och delstaten Oaxaca, i den sydöstra delen av landet, 500 km sydost om huvudstaden Mexico City. Colonia la Brecha ligger 28 meter över havet och antalet invånare är 201.
Terrängen runt Colonia la Brecha är platt åt nordost, men åt sydväst är den kuperad.  Närmaste större samhälle är Salina Cruz, 6,7 km söder om Colonia la Brecha. 